# Мръкша Жаркович
Мръкша Жаркович (на сръбски: Мркша Жарковић) е деспот на Валона и Канина (от 1396 до смъртта си през 1414 г.) и син на зетския властел Жарко и Теодора Драгаш, дъщеря и най-голямото дете на Велбъждския деспот Деян от първата му съпруга Владислава. По бащина линия принадлежи към династията Жарковичи, а по майчина - към династията Драгаши. 

## Брак
През 1391 г. Мъркоша се жени за единствената наследница на Валонското деспотство Ружица Балшич. Бракът е неканоничен, тъй като Мъркоша е завареник на Георги I Балшич, а Ружица е дъщеря на брат му Балша II Балшич. Бракът е позволен от охридския архиепископ предвид на голямата турска опасност за деспотството  и поради факта, че между двамата няма кръвно родство. С брака си с Ружица, Мръкша става съвладетел и господар на Берат, Валона и Канина. Той успява да задържи владенията си до смъртта си през октомври  1414 г. Останала сама и застрашена от османските нашественици, Ружица се опитва да води преговори с Венеция и да предостави на републиката правото да управлява Валонското деспотство, но така и не успява да скючи договор. През 1417г. Валона е покорена от османците. 

## Родство
Мъркоша е отразен в патриаршеските актове от това време като братовчед-родственик на император Мануил II Палеолог (вероятно по сватовска линия, посредством неговата братовчедка и дъщеря на вуйчо му Константин Драгаш – Елена Драгаш).